# Обчислювальні ресурси
Обчи́слювальні ресу́рси — можливості, забезпечувані компонентами обчислювальної системи, що витрачаються (зайняті) в процесі її роботи.
В обчислювальній техніці системний ресурс або просто ресурс - це будь-який фізичний або віртуальний компонент обмеженої доступності в комп'ютерній системі. Кожен пристрій, підключений до комп'ютерної системи, є ресурсом. Кожен внутрішній системний компонент є ресурсом. Ресурси віртуальної системи включають файли (конкретні файлові дескриптори), мережеві підключення (конкретно мережеві сокети) і області пам'яті. Керування ресурсами включає в себе як запобігання витокам ресурсів (не звільнення ресурсу, коли процес завершив його використання), так і боротьбу з конфліктом ресурсів (коли кілька процесів хочуть отримати доступ до обмеженого ресурсу). хмарні обчислення для надання послуг через мережі. 

## Основні типи ресурсів
- запити переривання (IRQ)[1]
- канали прямого доступу до пам'яті (DMA)[2]
- блокування[3]
- зовнішні пристрої
- зовнішня пам'ять або об'єкти, такі як пам'ять, керована у власному коді, з Java; або об'єкти в об'єктної моделі документа (DOM) з JavaScript

### Загальні ресурси
- процесор, як одинарний, так і об'єднання декількох процесорів - див. Багатозадачність
- оперативна пам'ять і віртуальна пам'ять - див. Керування пам'яттю
- жорсткі диски, сюди включають місце для збереження даних, простір "підкачки"(розширення оперативної пам'яті), паралельне використання декількох фізичних пристроїв
- кеш-пам'ять, в тому числі кеш-пам'ять ЦП і кеш-пам'яті MMU (трансляційний буфер)
- пропускна здатність мережі
- споживана електрична потужність
- операції введення/виведення
- генератор випадкових чисел

## Категорії
Деякі ресурси, зокрема пам'ять і пристрої зберігання, мають поняття «місце розташування», і можна відрізнити суміжно розподілені від несуміжних. Наприклад, виділення 1 ГБ пам'яті в одному блоці в порівнянні з виділенням її в 1024 блоку розміром 1 МБ кожен. Останнє відоме як фрагментація і часто сильно впливає на продуктивність, тому безперервний вільний простір є підкатегорією загального ресурсу простору зберігання.
Деякі ресурси, такі, як пам'ять, такі як пам'ять, не можна довільно регулювати, не викликаючи збою (якщо процес не може виділити достатньо пам'яті, як правило, він не може працювати) або серйозного зниження продуктивності, наприклад, через перевантаження ( якщо програма або дані не поміщаються в пам'яті і вимагають частої підкачки, процес значно сповільниться). Різниця не завжди помітна; як уже згадувалося, система підкачки може забезпечувати "розширення" основної пам'яті (оперативної) (шляхом перенесення невикористовуваних даних на жорсткий диск ), а деякі системи допускають стискання даних для кешу без катастрофічного впливу на продуктивність. Споживану електричну потужність деякою мірою можна регулювати, вимикаючи не потрібні в даний момент пристрої, мобільні телефони, можуть дозволяти погіршену роботу при зниженому енергоспоживанні або можуть дозволити пристрою бути режимі "сну" з набагато більш низьким споживанням енергії. 